# 라보리구

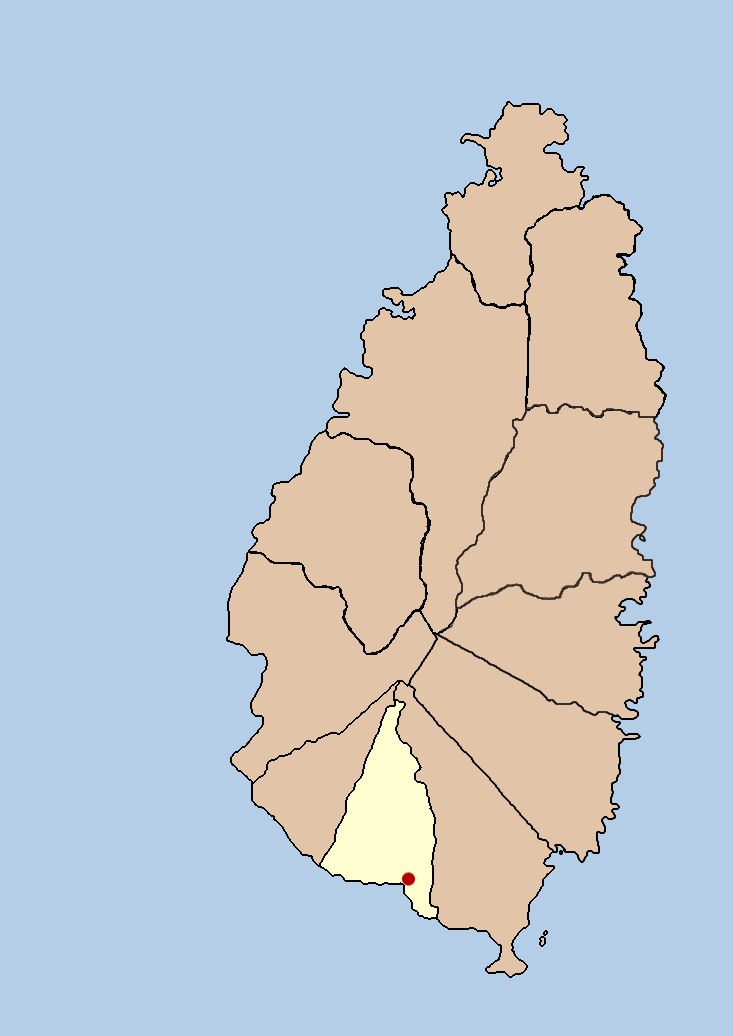
라보리 구의 위치

라보리구(영어: Laborie Quarter)는 세인트루시아 남부에 위치한 구로 면적은 38km2, 인구는 7,414명(2001년 기준)이다.